# Anne-Mie van Kerckhoven
Anne-Mie van Kerckhoven (* 5. Dezember 1951 in Antwerpen) ist eine belgische Künstlerin. Ihr Werk umfasst Zeichnungen, Musik, Malerei, Computer- und Videokunst.

## Leben
Kerckhoven (die sich mit AMVK abkürzt) studierte Grafikdesign an der Akademie der Schönen Künste in Antwerpen. In den 70er Jahren war sie Teil der belgischen Underground-Szene und testete in ihren Performances, Zeichnungen, Musik und Texten die Grenzen der aktuellen Kunst. Mit Danny Devos gründete sie 1981 die Industrial-Band Club Moral. 2003 bekam sie die Auszeichnung Prize for Visual Arts sowie den Preis der Flämischen Gemeinschaft im Bereich Bildende Kunst.
Ab 2006 war sie Gast des Berliner Künstlerprogramms des DAAD. 2007 setzte sie ihre musikalische Entwicklung im Rahmen des Projektes Bum Collar fort.
Mit der Ausstellung Nothing More Natural war sie 2009 in Luzern, Brüssel, Carquefou und Nürnberg zu sehen.
Kerckhoven lebt und arbeitet in Antwerpen und Berlin.

## Werk
In ihrem großen zeichnerischen Werk steht oft der weibliche Körper im Mittelpunkt. In ihren Filmen verwendet sie häufig ihre Zeichnungen, aber auch Bilder von Pin-up-Girls, verfremdet Farben und collagiert. Andere Filme kombinieren verschiedene Blicke auf ein Geschehen (ein Tanz, ein Gang durch ein Haus) durch das Übereinanderkopieren von zwei oder drei getrennt aufgenommenen Filmen.
Eine wichtige Funktion in ihren Filmen spielen Musik und Geräusche. Häufig sind die Filme als Hintergrundprojektion für eine Performance oder für den Auftritt einer ihrer Musikgruppen (Club Moral, Bum Collar) gedacht und wurden in einer Schleife (Loop) gestaltet.
In ihren Arbeiten spiegeln sich philosophische, technologische und gesellschaftliche Konzepte und konfrontiert sie mit ihrer kritischen, vom Geist der 68er-Bewegung geprägten Position.
Zuletzt arbeitete sie an einer Art visuellem Trialog, beeinflusst von der Mystikerin Marguerite Porete, dem Hermetiker Giordano Bruno – beide wegen ihrer Ideen zum Tod auf dem Scheiterhaufen verurteilt, und dem Philosophen Herbert Marcuse. Das Artforum erinnert ihre Arbeit des Kanalisierens divergierender Einflüsse und deren stilistische Verschmelzung an Valentine de Saint-Point, Autorin des Futurist Manifesto of Lust und sieht Van Kerckhoven als feministische Futuristin.

## Einzelausstellungen (Auswahl)
- 1995: Anne-Mie Van Kerckhoven, Zeno X Gallery, Antwerpen[6]
- 1996: Morele Herbewapening / Moral Rearmament, Kunsthalle Lophem[7]
- 1998: HeadNurse, Zeno X Gallery, Antwerpen
- 1999: Nursing care, in melancholy stupor, MuHKA, Antwerpen[8]
- 2000: Prober5, Galerie Barbara Thumm, Berlin[9]
- 2003: In Dreams, Galerie Barbara Thumm[9]
- 2003: Deeper, Kunsthalle Lophem
- 2003: AntiSade, Zeno X Gallery, Antwerpen
- 2004: How reliable is the brain?, Neuer Aachener Kunstverein, Aachen[10]
- 2005: AMVK – EZFK: Europäisches Zentrum für Futuristische Kunst, Kunsthalle Bern, Bern[11]
- 2006: Veerkracht thuis!, Objectif_exhibitions, Antwerpen[12]
- 2007: Oh, the Sick Lady / Ah, the Sick Lady (Explodes from Within), Galerie Barbara Thumm, Berlin[9]
- 2007: Über das ICH (Willkür und Transzendenz) [and a lot of fun], daadgalerie, Berlin
- 2008: Nothing More Natural, Museum of Art, Luzern[13]
- 2008: Nothing More Natural, Center for Contemporary Art, Brüssel[14]
- 2009: Nothing More Natural, Kunsthalle Nürnberg, Nürnberg[15]
- 2009: On Mars the Rising Sun is Blue, Antwerpen[6]
- 2011: In a Saturnian World, The Renaissance Society, Chicago[16]
- 2012: Mistress of the Horizon, Mu.ZEE, Ostende[17]
- 2018: AMVK, MuHKA, Antwerpen

## Gruppenausstellungen (Auswahl)
- 1992: Woord en Beeld, MuHKA, Antwerpen
- 1999: Trouble spot.painting, MuHKA/NICC, Antwerpen
- 2000: Die Verletzte Diva, Galerie im Taxispalais, Berlin
- 2004: Dream Extensions, Stedelijk Museum voor Actuele Kunst (S.M.A.K.), Gent
- 2004: Dear ICC, MuHKA, Antwerpen
- 2005: Collectiepresentatie XI: de Zomer van Middelburg, MuHKA, Antwerpen
- 2006: Extremities. Flemish art in Vladivostok, Museum Artetage, Wladiwostok
- 2006: Collectiepresentatie XVI: Attributen en Substantie, MuHKA, Antwerpen
- 2006: I Walk the Lines, Galerie Barbara Thumm, Berlin[9]
- 2006: Manifesta 7 / ´THE SOUL (or, Much Trouble in the Transportation of Souls)´, Trient[18]

## Filme (Auswahl)
- Place is where the mind is (1982, Super8, 16 min) – eine Collage über die frühen Kunstaktionen
- De 4 uitersten (1984, 6 min) – inspiriert von den Meditationsprinzipien der Jesuiten
- In Here lives my house (1986, U-Matic, 23 min) – zwei Rundgänge durch das Haus ihrer Kindheit
- Im Dance of the 7 Veils (Tanz der 7 Schleier) (1991, 7 min) – der Tänzer Marc Vanrunxt, in drei Einzelfilmen übereinanderkopiert
- Achterover (2000, 5 min) – mit Bildbearbeitung verfremdetes Bild eines Monroe-artigen Pin-up-Girls
- Overhanding dat geweer (2008, Computeranimation, 7 min) – einem schießenden Mann werden Bilder von Pin-ups gegenübergestellt